# اوبریو (مارن)
اوبریو (به فرانسوی: Aubérive) یک کمون در فرانسه است که در canton of Beine-Nauroy واقع شده‌است. اوبریو ۲۷٫۵ کیلومتر مربع مساحت دارد ۱۱۳ متر بالاتر از سطح دریا واقع شده‌است.